# Chotěbuz (zámek)
Zámek Chotěbuz se nachází v obci Chotěbuz, v okrese Karviná v Podbeskydské pahorkatině. Jeho historie vychází z opevněného hospodářského dvora z počátku 13. století. Místo, kde stojí, patří mezi nejvyšší body v katastrálním území obce (353,1 m n. m.). Je chráněn jako kulturní památka.

## Historie

### Před rokem 1227
Vrch, který se nachází širším území levého břehu řeky Olše, byl pravděpodobně osídlen před rokem 1227. Mohlo jít o vyvýšené pozorovací stanoviště, které chránilo níže položené hradiště Starý Těšín, případně kastelánii Těšín. Ukazuje na to tvar návrší, které je ploché. Tato část obce ještě neprošla archeologickým průzkumem, resp. areál zámku.

### Po roce 1227

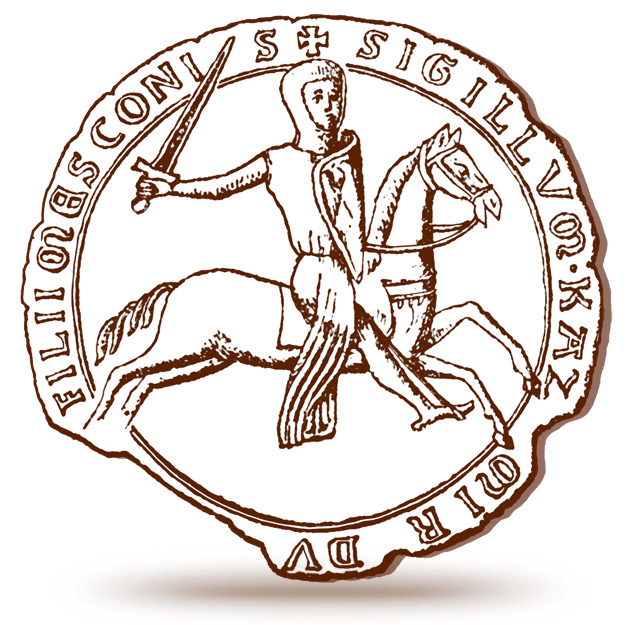
Kazimír I. Opolský vyobrazení na jezdecké pečeti

První písemné zmínky o vsi Chotěbuz, jsou z období vlády Kazimíra I. Opolského. Listinou ze dne 26. května 1229  papež Řehoř IX. potvrdil a vyjmenoval výčet desátků z vesnic pro týnecké opatství, které již dříve listinou z 7. prosince 1227  daroval týneckému opatovi Lutfrydovi vratislavský biskup Vavřinec Doliveta.

Na Chotěbuzi, mezi roky 1229–1268, nechali benediktýni vybudovat opevněný dvůr, který sloužil k zásobování kláštera v Orlové. Tento se stal základem pro další vývoj tvrze, později zámku. Dne 12. května 1268 kníže Vladislav I. Opolský opětovně potvrdil dary vesnic, včetně Chotěbuze, spolu s příslušenstvím, požitky a svobodami benediktýnskému klášteru v Orlové. V roce 1268 tak měl tento řád řád v lokalitě zvané Sal právo těžit sůl, vlastnil několik vesnic, hospod, získával desátky a měl řadu svobod a požitků.
| „                      | „Ve jméno Otce. Amen. My Vladislav z Boží milosti kníže Opolské známo činíme, že obdarování našich předkův slavné paměti, jakáž bratřím řádu sv. Benedikta byli učinili ku kapli v Orlové, kdež jim některé dědiny s veškerým příslušenstvím s požitky a svobodami byli pustili, milostivě obnovujeme: totižto sůl veskrze i s Da(m)brow – ou a všemi lukami, Chotebanz, Vrbici (Wirzbica), Záblať; kromě soli hospodu s plným právem na třech všech: Žukově (Szucowo), Těrličku (Sierliczko), Ostravě; a na všech výš jmenovaných cokoli bude příslušného buďto ku knížecímu dvoru nebo komukoli jinému, všecko přísežné slušeti bude kostelu výš jmenovanému." | “ |
| — Vladislav I. Opolský | |   |

Za nejasných okolností se dvůr dostal z majetku orlovského kláštera do majetku těšínských Piastovců, když se v roce 1447 stal součástí fryštátského panství. Téhož roku kněžna Eufemie Mazovská,  vdova po Boleslavu I. Těšínském, postoupila Chotěbuz Janu Kyselovskému z Kyselova.
V 16. století ves a dvůr opět náležela těšínskému knížecímu dvoru. V roce 1552 ji kníže Václav III. Adam postoupil svému kancléři Václavu Rudzkému z Rudz na Rudicích, jeho ženou byla Magdaléna Klochovna z Kornic  Ten si nechal postavit tvrz, která měla být jen přízemní, zděná. Do současné doby se z tvrze dochovaly jen klenby. Tvrz byla přestavěna v období baroka na zámek. Ves mu patřila do roku 1578. Po jeho smrti převzali ves jeho synové Erazim a Mikuláš Rudzští z Rudz, kteří v roce 1603 prodali Chotěbuz Kašparovi st. Rudzkému z Rudz a na Kamenici . Jeho ženou byla Anna Gurecká z Kornic.
Roku 1651 držel statek Mikuláš starší II. Rudzký z Rudz na Velkých Horkách a na Chotěbuzi a Lhotě. Zemřel 14. května 1658, byl pohřben v Těšíně, jeho náhrobník je k vidění v kostele svaté Maří Magdaleny. Jeho syn Bernard Rudzký, ženatý s Magdalenou z Hohensteinu, prodal tuto tvrz a ves někdy okolo roku 1701.
V roce 1701 získal ves Mikuláš Gurecký z Kornic na Holešově a na Kozakovicích. Po něm bratři svobodný pán Bernhard a svobodný pán Jáchym Kryštof Marklovští ze Žebráče. Po Jáchymovi Kryštofovi získala ves věnem jeho dcera Helena Kateřina Marklovská. V roce 1717 se provdala za pruského šlechtice Christiana Friedricha von Liebe. Jejich manželství bylo bezdětné.
V roce 1757 zámek přešel na šlechtický rod Lichnovských z Voštic, majitelem byl Karel svobodný pán Lichnovský. Dne 22. června 1770 žádá Jan Karel hrabě Lichnovský zemského hejtmana Těšínského knížectví o ochranu v rodinné záležitosti týkající se prodeje statku Chotěbuz.
V roce 1771 prodala Anna Charlotta ovdovělá Lichnovská z Voštic na Lhotě ves a tvrz Karlu Josephu Trachovi (1710–1780). Šlechtický titul získal v roce 1764 kdy povýšen do stavu svobodných pánů na území Německa a v Českém království. Jeho manželkou byla Amalie Wilhelmine hraběnka von Limburg–Stirum (1714–1755).
Po smrti Karla Josefa Tracha získal zámek jeho syn svobodný pán František Trach z Březí (1744–1791)  a jeho manželka svobodná paní Karolína Josefa Bees z Chrostiny (1752–1827). Tento manželský pár se zasloužil o přestavbu renesanční tvrze na barokní zámek, která probíhala v letech 1780–1782.

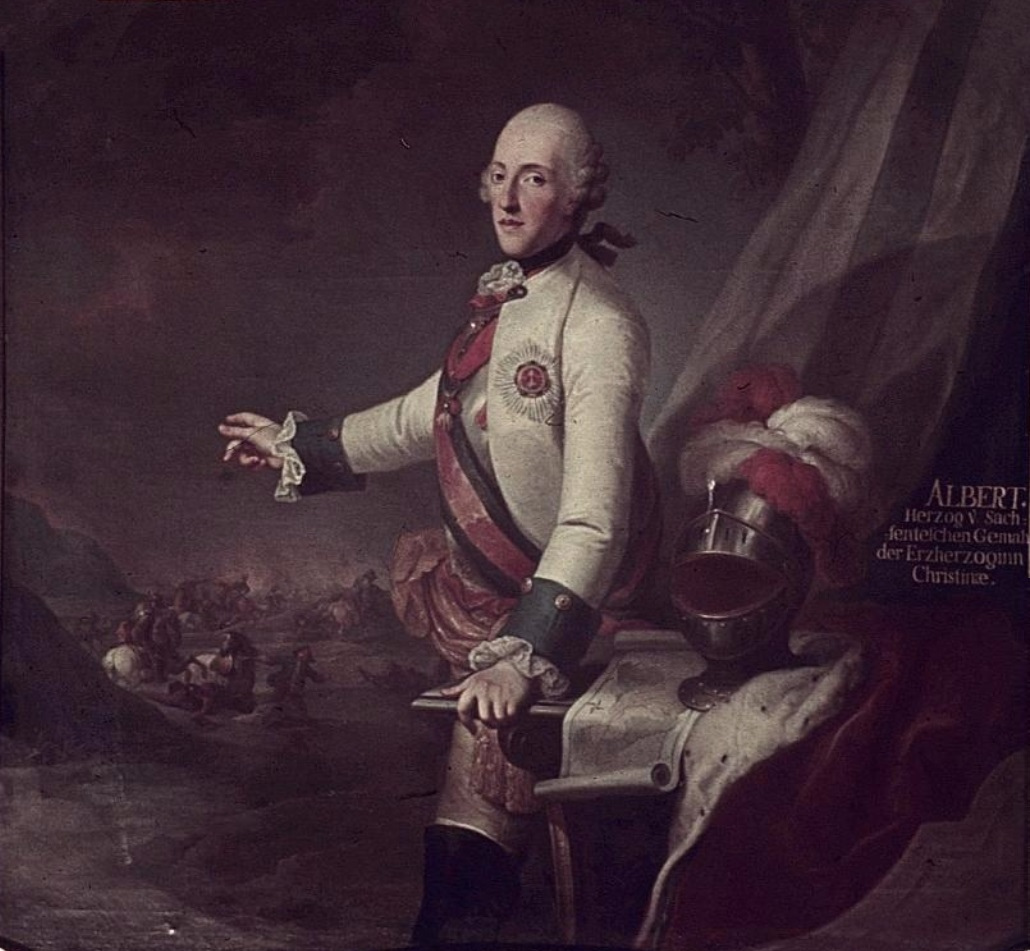
Vévoda Albert Kazimír Sasko-Těšínský (1738–1822)

V roce 1817 svobodný pán Vincent Trach (* 1772), syn Františka Tracha a Karolíny Josefy Bees, prodal zámek knížeti Albertu Sasko-Těšínskému (1738–1822), který jej připojil k Těšínské komoře. Ta nechala v roce 1840 barokní zámek zmodernizovat a upravit na lovecký zámeček.

### Za doby Rakouska-Uherska

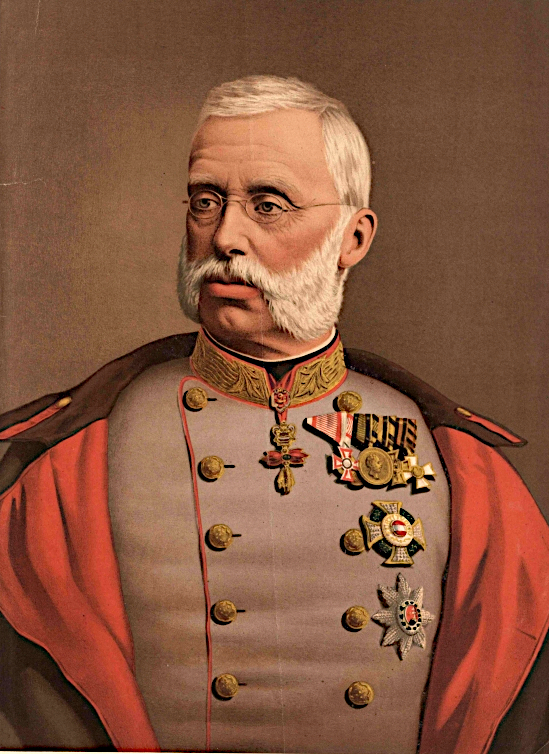
Arcivévoda Albrecht Fridrich Rakousko-Těšínský (1817–1895)

Přičiněním ředitele této arciknížecí komory Rudolfa rytíře Walcher von Uysdal, byla v Chotěbuzi založena internátní zemědělská škola. Vyučování bylo zahájeno v roce 1872, za fundace Albrechta Fridricha Rakousko-Těšínského, kdy zde byla umístěna Slezská rolnická škola. Pro zvýšení kapacity školní budovy byla v letech 1875–1879 provedena její další modernizace. Rolnická škola zde působila do roku 1923.

### Za doby první Československé republiky
Počátkem školního roku 1922–1923 byla umístěna v prvním poschodí východního křídla nově zřízená jednotřídní česká státní obecná škola. V přízemí byla kancelář ředitele.
V roce 1927 zvažovala zemská správní rada, že v zámku zřídí polepšovnu.
Od 1. ledna 1928 byla zřízena česká mateřská škola s bytem učitelky, která byla umístěna v přízemí severní části východního křídla. Obecná škola byla počátkem školního roku 1929–1930 rozšířena na dvojtřídku.
Od 1. září 1937 byla Chotěbuzi zřízena odvodní česká měšťanská škola s bytem ředitele v prvním poschodí zámku. V přízemí vpravo od hlavního vchodu do budovy byl umístěn poštovní úřad pro obec Chotěbuz, včetně osad Zpupná Lhota a Podobora, a dále pro obce Stanislavice, Mistřovice a Koňákov.
V roce 1947 došlo k dalším stavebním úpravám.

### Za období totality
Od roku 1952 budovu zámku využíval Školní statek při Střední zemědělské škole Český Těšín. Byly zde byty a kanceláře. Dne 3. května 1958 byl zámek prohlášen kulturní památkou, zápisem do státního seznamu památek okresu Karviná pod číslem 10367/8-3516.
V roce 1970 část budovy zámku vyhořela, byly poškozeny některé místnosti v zadním traktu. Objekt byl poté využíván jen částečně, především jako skladiště technického materiálu, zejména nářadí, náhradních dílů, osiva a chemikálií. V roce 1975 byla vypracována studie pro generální opravu, ale o realizaci nebyl zájem.

### Za České a Slovenské Federativní Republiky
Zámek přešel v roce 1992 do vlastnictví Pozemkového fondu ČR, který zámek nabídl Muzeu Těšínska. To nemělo prostředky na jeho opravu.

### Na přelomu 20. a 21. století
V roce 1996 byla vypracována nová architektonická studie na rekonstrukci, a to firmou Arpik. Rekonstrukce nebyla započata. Po zániku školního statku, na přelomu 20. a 21. století, nabídl Pozemkový fond ČR zámek obci, která jej v roce 2001 přijala, s tím, že: „se našel vhodný investor, jenž měl zámek od obce odkoupit.“ Transakce se neuskutečnila, investor od svých záměrů odstoupil a zámek zůstal ve vlastnictví obce Chotěbuz.

### Po roce 2007
V roce 2007 obec získala z Krajského úřadu Moravskoslezského kraje a Ministerstva kultury ČR dvě dotace, za které byla opravena hláska (500 000 Kč, příspěvek na 50 % částky) a vstupní brána (250 000 Kč, příspěvek 50 % částky). Opravy hlásky přinesly spory s Národním památkovým ústavem. V témže roce (2007) zařadila obec objekt zámku do Národní databáze brownfieldů. Požadovaná cena v roce 2009 byla v řádu desítek miliónů Kč.

#### Studie
Na 13. zasedání Zastupitelstva obce Chotěbuz, 19. července 2012, schválili zastupitelé přijetí investiční dotace od Moravskoslezského kraje ve výši 444 000 Kč na realizaci projektu Areál zámku Chotěbuz a pověřili starostu k podpisu smlouvy na poskytnutí dotace. Výsledkem studie byly tři varianty:
1. Varianta A – Bydlení pro seniory [pozn. 16]
2. Varianta B – Školící centrum s podnikatelskými aktivitami [pozn. 17]
3. Varianta C – Kulturně-společenské centrum [pozn. 18]
4. Pracovalo se ještě s jednou variantou, tzv. Nultá varianta – Demolice všech objektů v areálu: Asanace a přípravu pozemků pro budoucí občanskou zástavbu.

#### Prodej zámku
Od roku 2013 se obec snažila zámek prodat. 21. zasedání Zastupitelstva obce Chotěbuz ze dne 10. října 2013 vzalo na vědomí výsledky zpracované "Studie proveditelnosti – areál zámku Chotěbuz" a pověřilo starostu k přípravě podkladů pro vyhlášení záměru prodeje areálu. Záměr byl pravidelně zveřejňován v obecním zpravodaji Chotěbuzské zrcadlo. Mezi roky 2015 (září) a 2017 (prosinec) jednalo zastupitelstvo obce s jedním zájemcem, který od záměru odstoupil z důvodu nových požadavků zastupitelstva k prodeji.

#### Vynětí zámku ze seznamu kulturních památek
Zastupitelstvo obce na svém 23. zasedání dne 17. prosince 2013 odsouhlasilo toto rozhodnutí: „Zastupitelstvo obce pověřuje starostu k podání žádosti o vynětí budovy zámku umístěné na parcele 1/1 k. ú. Chotěbuz ze seznamu kulturních památek“. V roce 2017 na jednání zastupitelstva obce a pracovníků národního památkového ústavu bylo stanoveno, že náklady na vynětí nese obec.

## Stavební styly
Stavební historický vývoj zámku byl proveden těmito stavebními styly: středověký dřevěný opevněný dvůr, renesanční tvrz, barokní zámek, klasicistní zámek.

### Středověký opevněný dvůr
V 13. století byl ve vsi postaven opevněný dvůr, který sloužil k zásobování. Opevnění dle obvyklých zvyklostí bylo tvořeno dřevěnými palisádami a suchým příkopem. Podle známých stavebních tradic benediktýnského řádu zde byly zděné stavby. Jedním ze zděných pozůstatků dochovaných do současnosti je středověká válcová věž (hláska).

### Tvrz z období renesance
Po roce 1559 byl dvůr přestavěn na tvrz o půdorysu rovnoramenného lichoběžníku. Přední část dvora tvořily hospodářské budovy, chlévy, stáje a místo poddaný lid. Část pro šlechtice se nacházela v dnešním zadním traktu zámku. Z této doby se dochovaly pouze renesanční klenby v levé zadní části zámku.

### Barokní zámek
Barokní zámek vznikal v letech 1780–1782 na půdorysu zděné části renesanční tvrze. K tvrzi bylo přistavěno patro, upravena fasáda a postavena barokní brána. Přesná podoba exteriéru barokního zámku se nedochovala. Existují jen stavební úpravy interiéru (barokní klenby) a zámecká brána. Z popisu historiků se lze dozvědět, že: „Patrovému objektu zámku dominuje na hlavním průčelí vystupující rizalit s halou v přízemí a sálem pro hostiny panstva. Střední chodba rozděluje místnosti zámku na dva trakty. Zaoblená nároží vzdáleně navazují ve zhrublém lokálním provedení na střední rizalit.“

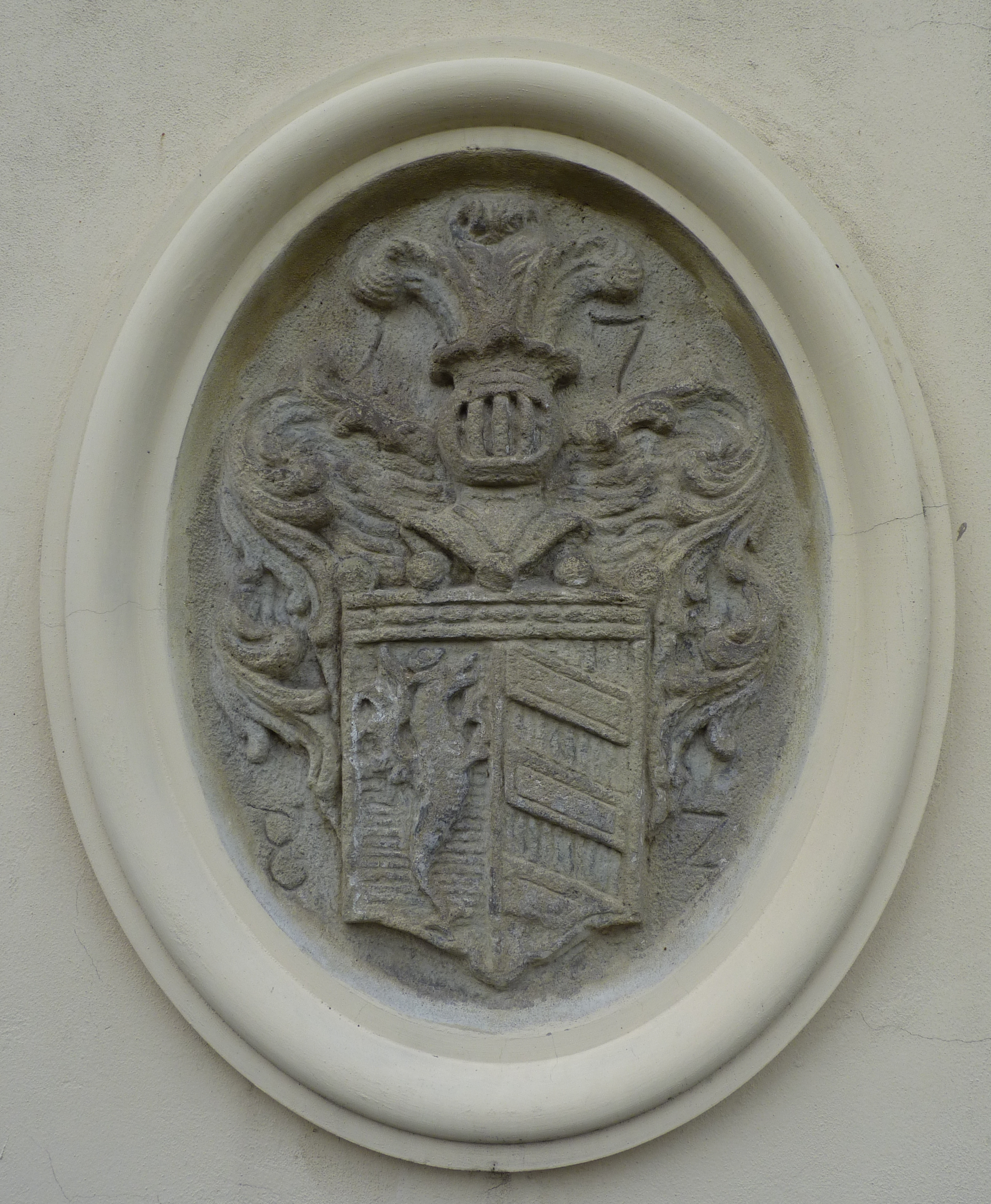
Erb rodu Trachů z Březí. Erbovním znamením je v pravé polovině štítu je drak obrácený ke středu štítu, bez plamene, který by mu šel z tlamy. V levé polovině jsou tři kosmé pruhy.

V dnešní dispozici zámku se tomuto útvaru podobá oválný sál v zadním traktu zámku. Stavební plány, které se dochovaly, publikoval Mariusz Makowski ve své knize Šlechtická sídla na Těšínském Slezsku. V jedné z obvodových zdí zámku byl umístěn epitaf Trachů z Březí, který je datován k roku 1788. V tomto obdobní byla v zámku vystavěna kaple. Z původních hospodářských budov byly zachovány jen ty z přední poloviny uzavřeného tvaru a to jak po levé, tak i pravé straně. Do dnešní doby se dochovala jen jedna budova (kravín), ze dvou pozdně barokních stodol jen jediná.

### Klasicistní zámek
Klasicistní přestavba probíhala mezi léty 1839–1841. Za autora stavebního projektu je uváděn Josef Kornhäusel, a to na základě jeho typických stavebních prvků: pětiboký patrový rizalit, který byl členěný šesti jónskými polosloupy, které podpíraly kladí se zubořezem. Střechu pak zakrývala empírová atika. Střední okno obohatil balkon s litinovou mříží. Po stranách zámku byl dostavěny přízemní budovy (křídla). V areálu byl postaven zahradní gloriet, krytý dřevěným šindelem. Na hlásku byly osazeny hodiny. Je zde výrazná podobnost se zámky v Hnojníku a Konské, kde je jako autor uváděn právě Josef Kornhäusel.
Místní obliba působivých polosloupů vysokého řádu na počátku čtyřicátých let 19. století pramenila z vídeňského prostředí hornorakouských stavů – paralely Vídně s Těšínem. Zvláště nápadně se odráží vkus jednotlivých objednavatelů z řad stavovské šlechty upínající svůj pohled k Vídni a na druhé straně vkus arcivévody, který tak jako jeho bratr císař František I. Rakouský, studoval a prožil své dětství v Itálii, což mělo částečně vliv i na tak odlišný vkus mezi jednotlivými vrstvami aristokracie. Zatímco malé zámečky dostaly pro šlechtu vhodné polosloupy iónského řádu, pro válečného hrdinu monarchie byl vhodnější dórský řád. Přízemí zámku obýval lesník a prostory patra s balkonem byly vyhrazeny pro zemského hejtmana. Tento klasicistní zámek se do dnešních dnů nedochoval.

### Přestavba z přelomu 19. a 20. století
Pro potřeby zemědělské školy a internátu byly provedeny další změny: demolice empírové atiky, z fasády bylo odstraněno sloupoví, takže ji členily jen skromné lizény, výstavba patra a nové střecha valbového typu. V roce 1901 byly v zadní pravé části zámku přistavěny toalety. Během těchto úprav došlo k přemístění epitafu.

### Přestavba ve 20. století
Po druhé světové válce došlo k velmi výrazně změně vzhledu zámku. Jednopatrová budova byla znovu důkladně opravena. Dostala jednoduchou fasádu bez ozdob a vysoká dvojitá okna, nyní již ničím nepřipomínala původní stavbu.

## Další dochované historické památky zámku

### Hláska
Na přelomu 13. a 14. století zde byla postavena strážní věž (hláska), která se dochovala dodnes.

### Barokní brána
Dochovala se barokní brána s erby rodů Trachů, s datací 1782 a Beesů, bez datace. Na pilířích brány jsou umístěny sochy svatého Jana Nepomuckého a svatého Antonína.

### Epitaf
Dochoval se epitaf na smrt dětí svobodného pána Františka Tracha z Březí a jeho ženy Karolíny Josefy Bees z Chrostiny.